# غاسبار آزيفيدو
غاسبار آزيفيدو (بالبرتغالية: José Gaspar Silva Azevedo‏) (1 يونيو 1975 في البرتغال - ) هو لاعب كرة قدم برتغالي في مركز الدفاع. شارك مع منتخب البرتغال تحت 21 سنة لكرة القدم. أما مع النوادي، فقد لعب مع ألفيركا ونادي أجاكسيو ونادي باسوش دي فيريرا ونادي بورتو ونادي بيلينينسش ونادي جل فيسنتي ونادي ريو أفي ونادي فارزيم ونادي فيتوريا سيتوبال وديسبورتيفو تروفينسي ونادي ليسا ‏ ونادي كوفيليا ونادي تيرسينس ‏.

## وصلات خارجية
- غاسبار آزيفيدو على موقع قاعدة بيانات كرة القدم.إي يو (الإنجليزية)
- غاسبار آزيفيدو على موقع Soccerway.com (الإنجليزية)